# Buzzi Unicem
Buzzi Unicem S.p.A. — італійська публічна компанія, яка виробляє цемент, готовий бетон та будівельні заповнювачі. Штаб-квартира знаходиться в місті Казале-Монферрато, яке колись було відоме як «цементна столиця» Італії. Компанія була заснована в 1907 році і нині працює в 14 країнах. Акції фірми торгуються під тикером BZU на Італійській фондовій біржі.
8 березня 2023 року НАЗК внесло компанію «Buzzi Unicem» до переліку спонсорів війни. Причиною стало те, що компанія продовжила роботу на ринку Росії після російського повномасштабного вторгнення в Україну. У підсумку «Buzzi Unicem» за 100 млн доларів продала ірландській компанії CRH свої українські активи — «Волинь-цемент» і «Південьцемент».